# Mohamed Al-Saadi
Mohamed Al-Saadi (ar.: محمد السعدي, ur. 1 stycznia 1968) – jemeński lekkoatleta, długodystansowiec.
Podczas igrzysk olimpijskich w Atlancie (1996) zajął 101. miejsce w biegu maratońskim z wynikiem 2:40:41 (rekord Jemenu).

## Rekordy życiowe
- maraton – 2:40:41 (1996) rekord Jemenu[1][3][2]